# استمتع بحياتك (كتاب)
كتاب استمتع بحياتك يروي الكاتب محمد العريفي في 319 صفحة تجربته الشخصية عندما كان بسن السادسة عشرة من عمره لما وقع في يديه كتاب فن التعامل مع الناس لمؤلفه ديل كارنيجي وامتدت لعشرين سنة لاحقة، استخدم المؤلف نفس أسلوب كارنيجي بسوق القاعدة وذكر تحتها أمثلة ووقائع لرجال تميزوا من قومه، ولكن هذه المرة كانت الأمثلة لمحمد ﷺ وأصحابه  ومجموعة من الأحداث الشخصية التي مر بها المؤلف.

## عرض للكتاب
يسرد الكاتب ما يربو عن 85 قاعدة يمكن حصرها في ثلاثة مجالات رئيسية:
1. التطوير والتنمية الذاتية
2. مهارات الإتصال
3. الأخلاق

### التطوير والتنمية الذاتية
اننا لا يمكن ان نصل إلى القمة إلا بممارسة أو اكتساب مهارات فإذا أردت ان تكون رأسا لا ذيلا أحرص على تتبع المهارات أينما كانت ودرب نفسك عليها
يبدأ الكاتب بمجموعة من القواعد تستمر إلى نهاية الكتاب معززة بمجموعة من تجاربه الشخصية لشحذ الهمم نحو تطوير الذات بأسلوب شيق يركز فيها على مجموعة من الأفكار تدور حول:
- كسر قيود السلبية
- معاني العزيمة والإصرار
- النجاح
- المثابرة
- مواجهة الذات
- التوازن

### مهارات الإتصال
هي جل هذا الكتاب ويحرص الكاتب من خلال قواعد هذه المهارات أن يسرد قصص من السيرة العطرة لنقاشات غاية في الرقي تجسد هذه القواعد بأسمى صورها.
يفصل الكتاب مجموعة كبيرة من المهارات المهم تعلمها للتواصل معززة بأمثلة واقعية ونصائح وتوجيهات قيمة بالإضافة إلى اللمحات النبوية الكريمة في التعامل مع جميع فئات الناس، المسلم وغير المسلم، الصغير والكبير، المرأة، الأطفال.... دونما أن يغفل الكاتب عن تنبيه القارئ باستخدام المهارة الصحيحة مع محاوره أو المحيطين به من خلال فهمهم أولا. وأنصح الجميع العودة اليها للاستفادة.
تدور هذه المهارات حول ثلاثة محاور:
1. طريقة تعاملك مع الآخرين
2. افهم الآخرين أولا
3. مهارات الإستماع

### الأخلاق
تنمية ومهارات بدون أخلاق كشجرة بدون أوراق. ولهذا نجد بين جنبات الكتاب مجموعة من القيم والأخلاق والإيمانيات ترسم مسارا لهذه التنمية والمهارات.
ويمكن تلخيصها بالآتي:
- الصبر
- آداب الحديث
- الإتقان
- الشجاعة
- القناعة
- الأمر بالمعروف
- إخلاص النية
- الأمانة
- الصدق
- العطاء
- حفظ اللسان

## ماذا نستفيد من هذا الكتاب
- عدم الإستسلام للأخطاء والاقتناع بمحدودية القدرات
- شحذ الهمم والعزيمة للتطوير
- اكتساب مهارات جديدة في طرق التواصل
- دعوة للتفائل والنجاح ونبذ ما دون ذلك
- افهم الآخرين أولاً
- الإيجابية
- عش السعادة في كل لحظة من خلالك وخلال الآخرين
- الإيمان سيوصلك إلى هناك
- (وقل اعملوا فسيرى الله عملكم ورسوله والمؤمنون)